# Playa de La Escaladina
La playa de La Escaladina, también conocida como «El Chao», es una playa situada en el occidente del Principado de Asturias (España), en el concejo de Valdés y pertenece a la localidad de Barcia, dentro de la Costa Occidental de Asturias enmarcada en el área conocida como Paisaje Protegido de la Costa Occidental de Asturias. Estando catalogada como Paisaje protegido, ZEPA y LIC.

## Descripción
Tiene forma de concha, la longitud media es de aproximadamente 200 m y una anchura media de unos 15 m. Su entorno es rural, con un grado de urbanización  y una peligrosidad alta. El acceso peatonal es de un km de longitud y es de fácil recorrido. El lecho es  cantos rodados y con muchas rocas. Tiene una especie de estuario llamado «La Bañera» (por la forma que presenta) y que es muy adecuado para el baño infantil. Durante la bajamar y en la zona más al oeste aparece un pedrero conocido con «El Carretón». Las actividades más recomendadas son la pesca submarina y la deportiva con caña. Para el baño hay que ir provisto de calzado adecuado ya que en el lecho afloran numerosas rocas con aristas muy afiladas. También deben tomarse precauciones los días en que hay fuerte marejada ya que entonces el mar barre toda la zona con gran fuerza. 
Para acceder a esta playa hay que llegar a la villa de Barcia y dirigirse al apeadero del tren. Desde allí se toma un camino bastante estrecho que se dirige al norte y tras recorrer unos 900 m se llega a la playa. En esta hay una desembocadura fluvial y en el pueblo próximo de Barcellina hay unas  casas de indianos; en el de Barcia está la iglesia parroquial de  San Sebastián.